# أوقفوا موسيقى القتل
أوقفوا موسيقى القتل (بالإنجليزية: Stop Murder Music)‏ هي حملة معارضة للفنانين الكاريبيّين الذين ينتجون أغنيات يُدعى أنها تُمجِّد قتل الرجال المثليّين. وُجِهت الحملة بصورة أساسيّة ضد الموسيقيّين الجامايكيّين، تحديدًا فناني الراغا والدانسهول مثل بوجو بانتون وبنتي كلير وفناني بوبو أشانتي مثل سيزلا وكابليتون.
تتهم الحملة هؤلاء الفنانين بدعم العنف الموجه ضد مجتمع الميم خلال كلمات أغنياتهم، وتحاول الحملة إيقاف ذلك. تُدار حملة اوقفوا موسيقى القتل بالتعاون مع حملة «الغضب OutRage!» و«مجموعة الرجال السود المثليّين» و«جي فلاغ». صاغ المصطلح الناشط عن حقوق المثليّين البريطانيّ بيتر تاتشيل في وسط التسعينات من القرن الماضي.

## قانون الرأفة الريغي
هو اتفاق وقَّعه الفنانون بيني مان وكابليتون وسيزلا في 2007 وغيرهم. أضحى هذا الاتفاق فاقدًا للمصداقية لدى بعض الفنانين، حيث شعروا أنه يحمل كلمات سيئة، بينما أنكر البعض الآخر التوقيع عليه. وبعضهم (مثل بونتي كيلا وإليفانت مان وتي أو كي وفيبز كارتيل) رفضوا التوقيع عليه.

## الحملات المحليّة

### كندا
اوقفوا موسيقى القتل (بكندا) هي فرع مستقل من المنظَّمة في كندا، أسسها أكيم أدي لارشر بعد أن علم عن جولة كنديّة لإليفانت مان، أحضر لارشر نحو 20 منظمة من المجتمعات الإفريقيّة والكاريبيّة في كندا لتشكيل مجموعة.
بالرغم من أن الحملة لم تتمكن من منع إصدار تأشيرات السفر للفنانين، إلا أنها تمكنت من إلغاء بعض الحفلات وإزالة بعض الأغنيات من آي تونز لـ«بوجو بانتون» و«إليفانت مان» و«تي أو كي» لأنها ظهرت مخالفة للمعايير.

### المملكة المتحدة
أقامت كل من الحفلة الخضراء في إنجلترا وويلز وحملة الغضب فعاليات ضمن حملة اوقفوا موسيقى القتل شملت تقديم بعض الالتماسات لوزير الداخليّة للمملكة المتحدة عام 2004.

## الحجج المؤيدة والمعارضة
نادى تاتشيل بقوانين معارضة للموسيقى المتسمة برهاب المثليّة ونظَّم حملات للمشاركة في الاحتجاجات خارج الحفلات. عارضت الحملة كلمات الأغنيات التي ادعوا أنها تُحِّرض على العنف، أو تشجِّع على القتل كما يقولون، تجاه الرجال المثليّين. جادل دينيس كارني، رئيس مجموعة الرجال السود المثليّين، أن جوائز موبو يقع على عاتقها مسئوليّة استثناء الفنانين المعاديين للمثليّة لأن «الموسيقى المتسمة برهاب المثليّة تُنمِّط الكراهية الموجهة ضد الرجال السود المثليّين».
جادل وزير التطوير الدوليّ بالمملكة المتحدة غاريث توماس في حديث بقوله «يساهم عدد من الفنانين [مثل سيزلا وبوجو بانتون] في نشر فيروس نقص المناعة المكتسبة بإنتاج أغنيات الراب والريغي المشجعة على التمييز ضد مرضى الإيدز من الأقليات من الرجال الذين يمارسون الجنس مع الرجال... نعم، نؤمن بحرية الحديث، لكن لا يمكن السماح لأي شخص بالتحريض على العنف ضد الأقليات في الديمقراطيّة.» ثم استشهد بمايتي غابي وجون كينغ كأمثلة إيجابيّة على الموسيقيّين ضد العنف والتمييز.

## النقد
انتقد مجلس الموسيقى السوداء تاتشيل وحملة اوقفوا موسيقى القتل. مجلس الموسيقى السوداء هو منظَّمة شُكلت عام 2004 كرد فعل على حملة أطلقها رئيس تسجيلات بلاكر دريد من أجل «حماية حقوق الفنانين الثمانية الواقعين تحت قائمة حملة [الغضب]».